# NGC 119
NGC 119 è una galassia lenticolare situata nella costellazione della Fenice.
È stata scoperta il 28 ottobre 1834 dall'astronomo britannico John Herschel.